# Alexandra Rapaport
Alexandra Susanna Rapaport (Estocolmo; 26 de diciembre de 1971) es una actriz sueca.

## Biografía
Es hija de Edmund Rapaport y Ewa Rapaport. Tiene una hermana llamada Josefina Rapaport.
Es tía de la fallecida esquiadora alpina sueca Matilde Rapaport, quien murió el 18 de julio del 2016 luego de quedar atrapada en un accidente de avalancha mientras se encontraba grabando un video promocional para el videojuego "Steep" en Farellones, Chile.
Se entrenó en el "Teaterhögskolan i Stockholm" donde se graduó en 1997.
Rapaport está casada con Joakim Eliasson. La pareja le dio la bienvenida a su primer hijo Elmer Eliasson el 23 de diciembre del 2007. Más tarde le dieron la bienvenida a su primera hija, Blanca Eliasson.

## Carrera
En 1997 interpretó a la enfermera Yolanda Hatzimitakos en la serie OP7.
En el 2001 apareció en la película sueca Livvakterna donde dio vida a la oficial de la policía Pernilla Vasquez, una colega del oficial Johan Falk (Jakob Eklund).
En el 2003 formó parte de los actores que doblaron la película Sinbad: Legend of the Seven Seas para la versión Sueca.
En el 2006 apareció en un comercial de televisión para "Scania".
En el 2008 se unió a la miniserie Kungamordet donde dio vida a la política Charlotte Ekeblad, la líder de los socialdemócratas, papel que interpretó nuevamente a Ekeblad en el 2010 y el 2011 durante la miniserie Drottningoffret.
En el 2007 dio vida a Maria Milinkovich en la miniserie Kodenavn Hunter.
En el 2015 Alexandra volvió a interptar a Pernilla, quien ahora era la jefa de la Agencia de Seguridad "Three Crowns" en la película Johan Falk: Tyst diplomati.
Ese mismo año se unió al elenco principal de la serie sueca Gåsmamman donde da vida a Sonja Ek, hasta ahora.

## Filmografía[2]

### Series de televisión
Veronika. 2024. Skyshowtime 
| Año             | Título                  | Personaje            | Notas                      |
| --------------- | ----------------------- | -------------------- | -------------------------- |
| 2015 - presente | Gåsmamman               | Sonja Ek             | 26 episodios               |
| 2010 - presente | Morden i Sandhamn       | Nora Linde           | 19 episodios               |
| 2018            | Kielergata              | Nina                 | 4 episodios                |
| 2015            | Modus                   | Ulrika Sjöberg       | 2 episodios                |
| 2015            | The Team                | Liv Eriksen          | 8 episodios                |
| 2014            | Bastuklubben            | Seija Sanningen      | 6 episodios                |
| 2012            | Partaj                  | Varios Personajes    | 9 episodios                |
| 2010 - 2011     | Drottningoffret         | Charlotte Ekeblad    | 2 episodios - miniserie    |
| 2010            | Välkommen åter          | Karin                | miniserie                  |
| 2008            | Kungamordet             | Charlotte Ekeblad    | miniserie                  |
| 2007            | Kodenavn Hunter         | Maria Milinkovich    | 5 episodios - miniserie    |
| 2006            | LasseMajas detektivbyrå | Maria de la Cruz     | 4 episodios                |
| 2006            | Kronprinsessan          | Charlotte Ekeblad    | episodio # 1.1 - miniserie |
| 2005            | Medicinmannen           | Zina Zahedi          | 6 episodios - miniserie    |
| 2003            | Talismanen              | Louise               | 2 episodios - miniserie    |
| 2000            | Herr von Hancken        | Vizcondesa           | 2 episodios - miniserie    |
| 1998            | Jobbet och jag          | Victoria             | -                          |
| 1997            | OP7                     | Yolanda Hatzimitakos | -                          |
| 1996            | Nudlar och 08:or        | Vanessa              | 8 episodios - miniserie    |
| 1985            | Det blåser på månen     | -                    | miniserie                  |

### Películas2012 Jagten Nadia  Mads Mikkelsen
| Año  | Título                     | Personaje        | Notas                                                                                                  |
| ---- | -------------------------- | ---------------- | --- |
| 2015 | Johan Falk: Tyst diplomati | Pernilla Vasquez | junto a Jakob Eklund, Jens Hultén, Meliz Karlge, Mårten Svedberg, Alexandra Rapaport y Mikael Tornving |
| 2009 | Sommaren med Göran         | Sofia            | junto a Peter Magnusson, David Hellenius, Moa Gammel, Carl Ingemarsson Stjernlöf y Ruth Vega Fernández |
| 2008 | Irene Huss - Nattrond      | Carina Löwander  | junto a Angela Kovács, Reuben Sallmander, Lars Brandeby, Dag Malmberg, Emma Swenninger y Eric Ericson  |
| 2001 | Livvakterna                | Pernilla Vasquez | junto a Jakob Eklund, Samuel Fröler, Lia Boysen, Marie Richardson y Krister Henriksson                 |

### Documentales
| Año  | Título                | Notas |
| ---- | --------------------- | ----- |
| 2013 | Från dröm till terror | voz   |

### Productora
| Año             | Serie     | Notas                               |
| --------------- | --------- | ----------------------------------- |
| 2015 - presente | Gåsmamman | 18 episodios - productora ejecutiva |

### Teatro
| Año  | Obra             | Personaje (es) | Director (a) | Teatro                     | Notas                                                               |
| ---- | ---------------- | -------------- | ------------ | -------------------------- | ------------------------------------------------------------------- |
| 2015 | Trettondagsafton | Olivia         | Åsa Melldahl | Dramaten Theater           | junto a Erik Ehn, Jacob Ericksson, Sofia Pekkari y Rasmus Luthander |
| 2002 | Boston Marriage  | -              | -            | The Royal Dramatic Theater | -                                                                   |
| 1999 | Essex Girls      | -              | -            | Upsala Stadsteater         | -                                                                   |

## Premios y nominaciones
| Año  | Categoría         | Premio                                   | Nominación | Resultado |
| ---- | ----------------- | ---------------------------------------- | ---------- | --------- |
| 2000 | EFP Shooting Star | Berlin International Film Festival Award | -          | Ganó      |